# Terrinches
Terrinches és un municipi de la província de Ciudad Real, a la comunitat autònoma de Castella-La Manxa. Es troba al sud-est de la província, a 40 km de l'autovia A-4 Madrid-Cádiz. El 2020 tenia 653 habitants.